# Attila Kámán
Attila Kámán (ur. 20 listopada 1969 w Zalaegerszegu) – węgierski piłkarz występujący na pozycji napastnika, reprezentant kraju.

## Życiorys
Seniorską karierę rozpoczynał w 1986 roku w Zalaegerszegi TE. W NB I zadebiutował 22 listopada tegoż roku w zremisowanym 2:2 spotkaniu z Szombathelyi Haladás VSE, a 14 czerwca 1987 roku zdobył dwa gole w wygranym 3:0 meczu z Dunaújvárosi Kohász SE. Na początku marca 1990 roku został zawodnikiem Budapesti Honvéd SE. W sezonie 1990/1991 zdobył z klubem mistrzostwo kraju. Po zakończeniu sezonu przeszedł do Siófoki Bányász. 26 sierpnia 1992 roku wystąpił w wygranym 2:1 towarzyskim meczu reprezentacji z Ukrainą. W drugiej połowie 1993 roku grał w Csepel SC, po czym przeszedł do koreańskiego Yukong Elephants FC. Tam w latach 1994–1995 rozegrał 15 meczów, w tym 13 ligowych. Następnie na krótko powrócił do Csepel SC, a w latach 1997–1999 grał w Zalaegerszegi TE.

## Statystyki ligowe
| Sezon         | Klub                        | Liga     | Mecze | Gole |
| ------------- | --------------------------- | -------- | ----- | ---- |
| 1986/1987     | Zalaegerszegi TE            | NB I     | 2     | 2    |
| 1987/1988     | Zalaegerszegi TE            | NB I     | 22    | 3    |
| 1988/1989     | Zalaegerszegi TE            | NB I     | 29    | 13   |
| 1989/1990 (w) | Budapesti Honvéd SE         | NB I     | 12    | 1    |
| 1990/1991 (j) | Budapesti Honvéd SE         | NB I     | 6     | 1    |
| 1990/1991 (w) | Siófoki Bányász SE          | NB I     | 10    | 0    |
| 1991/1992     | Siófoki Bányász SE          | NB I     | 24    | 7    |
| 1992/1993     | Siófoki Bányász SE          | NB I     | 24    | 9    |
| 1993/1994 (j) | Csepel-Kordax               | NB I     | 14    | 4    |
| 1994          | Yukong Elephants FC         | K League | 12    | 1    |
| 1995          | Yukong Elephants FC         | K League | 1     | 0    |
| 1995/1996 (w) | Csepel SC                   | NB I     | 5     | 0    |
| 1996/1997     | Zalaegerszegi TE FC         | NB I     | 15    | 3    |
| 1997/1998     | Zalahús-Zalaegerszegi TE FC | NB I     | 29    | 12   |
| 1998/1999     | Zalahús-Zalaegerszegi TE FC | NB I     | 17    | 5    |